# Пурпурное сердце
«Пурпурное сердце» (англ. Purple Heart) — военная медаль США, вручаемая всем американским военнослужащим, погибшим или получившим ранения в результате действий противника.

## История
Знак «Пурпурное сердце» был установлен Джорджем Вашингтоном в 1782 году. Официально было вручено всего три таких награды и до 1861 года он больше не использовался. Первоначально он изготавливался просто из шелковой материи, которая натягивалась на серебряную скобу в форме сердца. В 1861 году конгресс США постановил учредить «медаль Почёта» (англ. Medal of Honor), которая стала, таким образом, высшим знаком отличия в стране только потому, что в США не было орденов. Медаль изготавливалась из золота в виде пятиконечной звезды с трилистником на концах её лучей. Ввиду этого «Пурпурное сердце» оказалось на втором месте по значимости.
Современная медаль «Пурпурное сердце» была создана 22 февраля 1932 года директивой, подписанной начальником штаба Армии США Дугласом Макартуром, в честь 200-летия со дня рождения Джорджа Вашингтона. Она штамповалась из жести, покрытой лиловой эмалью. До 1942 года «Пурпурное сердце» вручалось только военнослужащим Армии США. Поначалу награждение производилось за воинские заслуги, причём боевое ранение также расценивалось как заслуга. С 1943 года медаль вручается исключительно за боевые ранения. После войны в Корее и Вьетнаме «Пурпурное сердце» стали выдавать каждому тяжелораненому без особой торжественности, просто по соответствующим госпитальным спискам.

## Критерии
Медалью «Пурпурное сердце» могут быть награждены любые служащие Вооружённых сил США, погибшие или получившие ранение в результате действия сил противника. С 1984 года медаль вручается также военнослужащим, погибшим или раненым в результате террористических акций, произошедших не в ходе боевых действий. Таким образом, под критерий награждения не попадают раненые или погибшие в результате небоевых происшествий, саморанений и «дружественного огня». Следует отметить, однако, что по разным причинам не все солдаты, получавшие боевые ранения, награждались этой медалью.
Существуют прецеденты, когда медалью был награждён иностранец. 29 июля 1989 года медалью «Пурпурное сердце» был награждён ветеран Великой Отечественной войны Владимир Терентьевич Куц, угнанный на принудительные работы в Германию. Освобождённый наступающими американскими войсками, он служил в марте — апреле 1945 года пулемётчиком разведвзвода 4-й пехотной дивизии. Во время своего визита в США ему передал медаль его сослуживец Томас Стотлер, распоряжение о награждении подписал полковник Корпуса морской пехоты США Джон Барр.

## Повторное награждение
При повторном награждении военной наградой второй знак награды (медаль) не вручается, а второе и последующие награждения обозначаются дополнительными знаками награды (дубовый лист или золотая звезда размером 5/16 дюйма), которые носятся на орденской колодке или планке награды.
Предполагается, что военнослужащий должен награждаться за каждое боевое ранение. В истории известны один солдат, имевший девять, и пять солдат, имевших по восемь награждений «Пурпурным сердцем». Девять получил Альберт Ирланд (пять во Второй мировой и четыре в Корейской войне). Восемь получил Роберт Фридерик во Второй мировой войне, Дэвид Хэкворт три в Корейской и пять во Вьетнамской войне; Джо Хупер, Роберт Ховард и Вильям Вог получили все во Вьетнамской войне.